# Họ Nho
Họ Nho, tên khoa học Vitaceae (hay Vitidaceae) là danh pháp khoa học của một họ thực vật hai lá mầm, bao gồm các loài nho (bồ đào) và một số loài khác như trinh đằng. Danh pháp này có được là từ danh pháp khoa học của chi chứa các loài nho là Vitis.
Quan hệ của họ Vitaceae với các họ, bộ khác hiện nay vẫn chưa được làm sáng tỏ. Trong hệ thống Cronquist, họ này được đặt trong bộ Rhamnales (trong các tài liệu về thực vật bằng tiếng Việt gọi bộ này là bộ Táo/bộ Táo ta). Còn theo Angiosperm Phylogeny Group (APG) thì họ này nằm trong nhánh hoa Hồng (rosids), nhưng không được đặt vào bộ đã có nào. Trên trang web của Angiosperm Phylogeny Group thì người ta đặt họ Vitaceae là họ duy nhất của bộ Vitales (bộ Nho).
Chi Leea đôi khi được tách ra thành một họ riêng là Leeaceae, nhưng theo APG thì nó thuộc họ Vitaceae.

## Phân loại
Họ Nho Vitaceae
- Phân họ Vitoideae (Durande, 1782 cũ Juss., 1789) Eaton, 1836:
  - Cissus L., 1753
  - Cyphostemma (Planch.) Alston trong Trimen, 1931
  - Acareosperma Gagnepain, 1919
  - Ampelocissus Planch., 1884, nom. cons.
  - Parthenocissus Planchon, trong Alph. de Candolle & A.C. de Candolle, 1887, nom. cons.
  - Ampelopsis A.Michaux, 1803
  - Clematicissus Planch., in Alph. de Candolle & A.C. de Candolle, 1887
  - Tetrastigma (Miquel) Planch., in Alph. de Candolle & A.C. de Candolle, 1887
  - Rhoicissus Planch., in Alph. de Candolle & A.C. de Candolle, 1887
  - Pterocissus Urban & Ekman, 1926
  - Vitis
  - Yua C.L.Li, 1990
- Phân họ Leeoideae (DC., 1824)Burmeist., 1837
  - Leea D.van Royen ex Linnaeus, 1767, nom. cons.[2]

## Hình ảnh

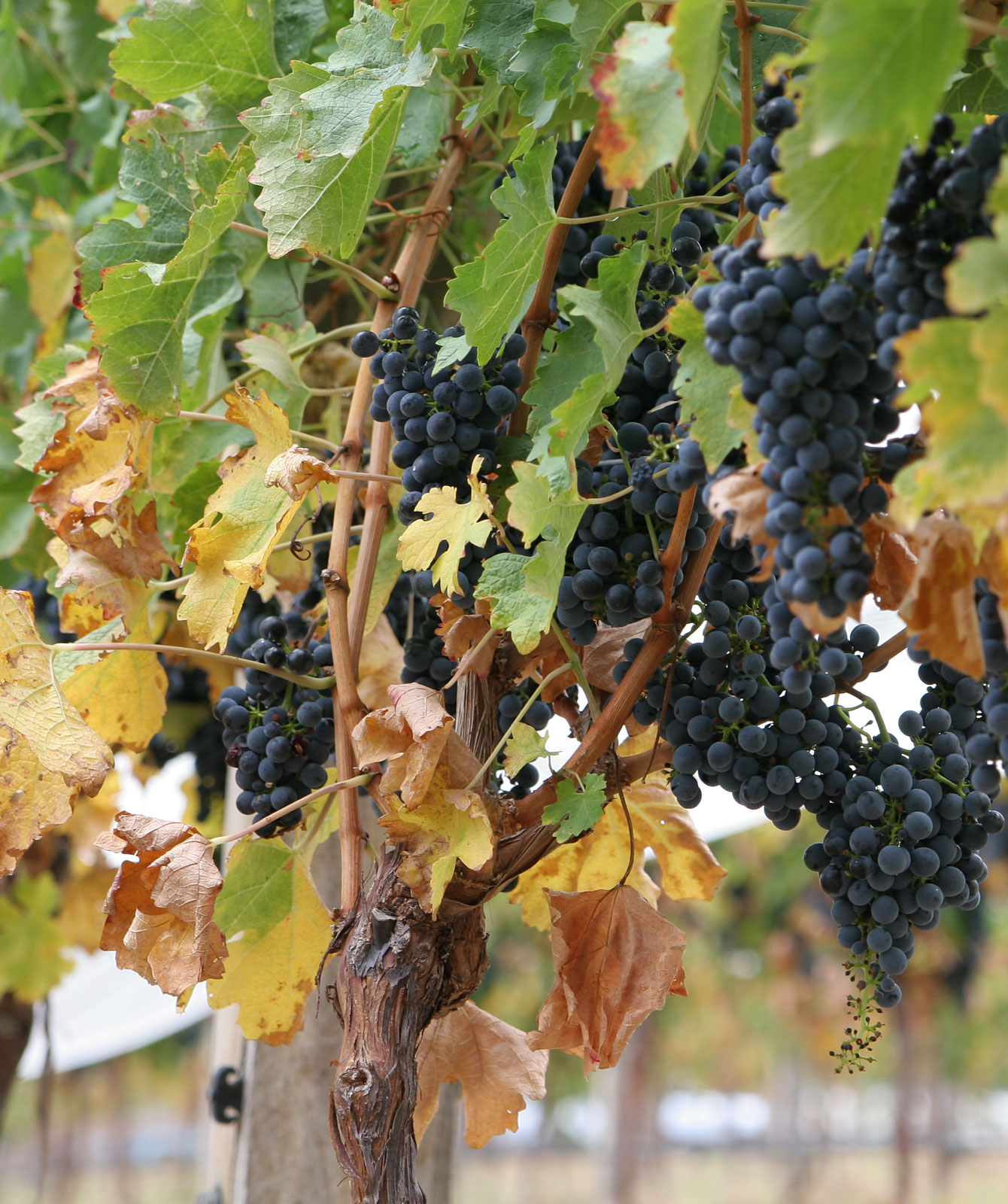
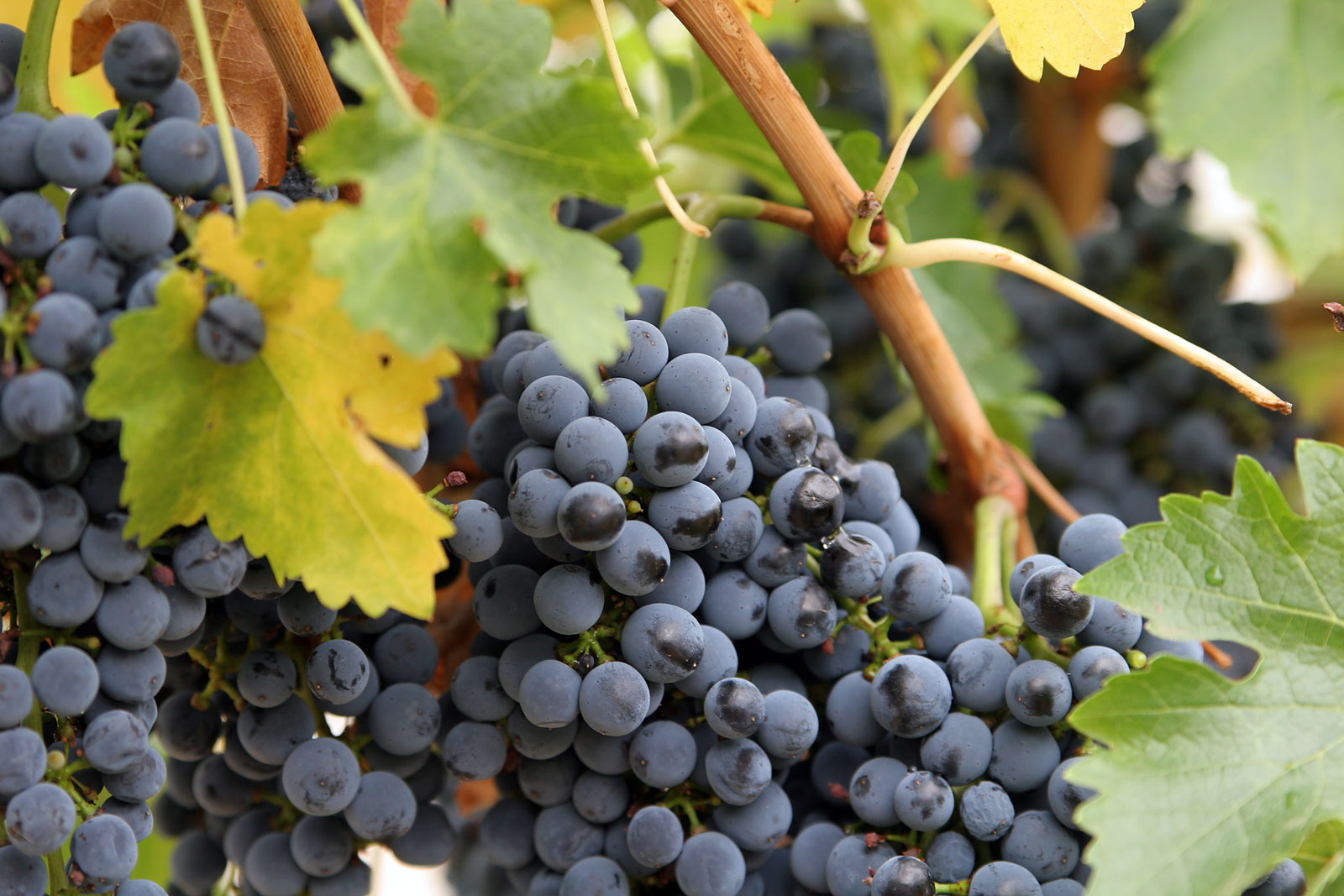
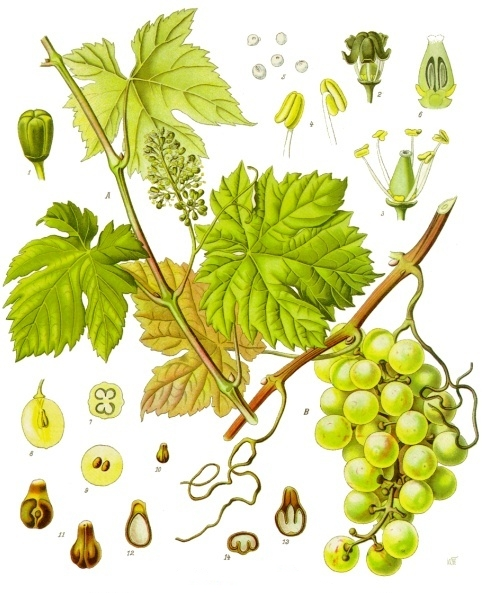
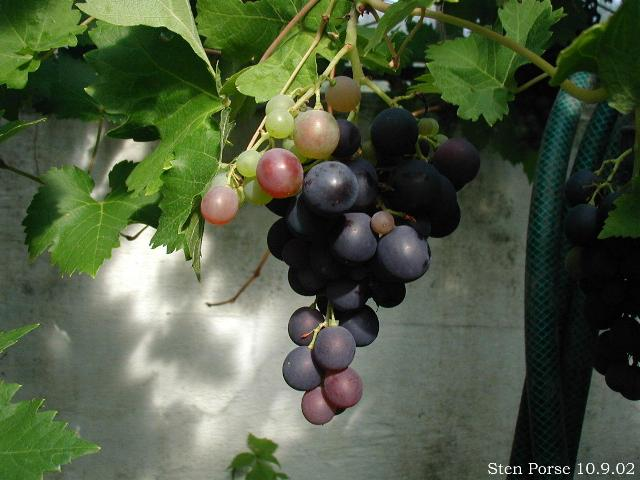